# Aire (rivière d'Angleterre)
Pour les articles homonymes, voir Aire.
La rivière Aire est une rivière dans le Yorkshire, Angleterre. Une partie de la rivière est canalisée et est connue comme le système de navigation de l'Aire et du Calder. 

## Géographie
La rivière prend sa source à Aire Head, près de Malham, dans le Yorkshire du Nord et traverse Gargrave et Skipton. Après Cononley, la rivière entre dans le Yorkshire de l'Ouest où elle traverse les anciens secteurs industriels de Keighley, de Bingley, de Saltaire et de Shipley. Elle traverse alors la ville de Leeds, au centre de laquelle on voit des quais qui datent de son rôle industriel. Elle pénètre à nouveau dans le Yorkshire du nord près de Knottingley et à la fin de son cours elle matérialise la frontière entre Yorkshire du nord et le Yorkshire de l'Est pour se jeter dans le fleuve Ouse à Airmyn. 
Elle passe sous le pont de l'Irlande à Bingley.

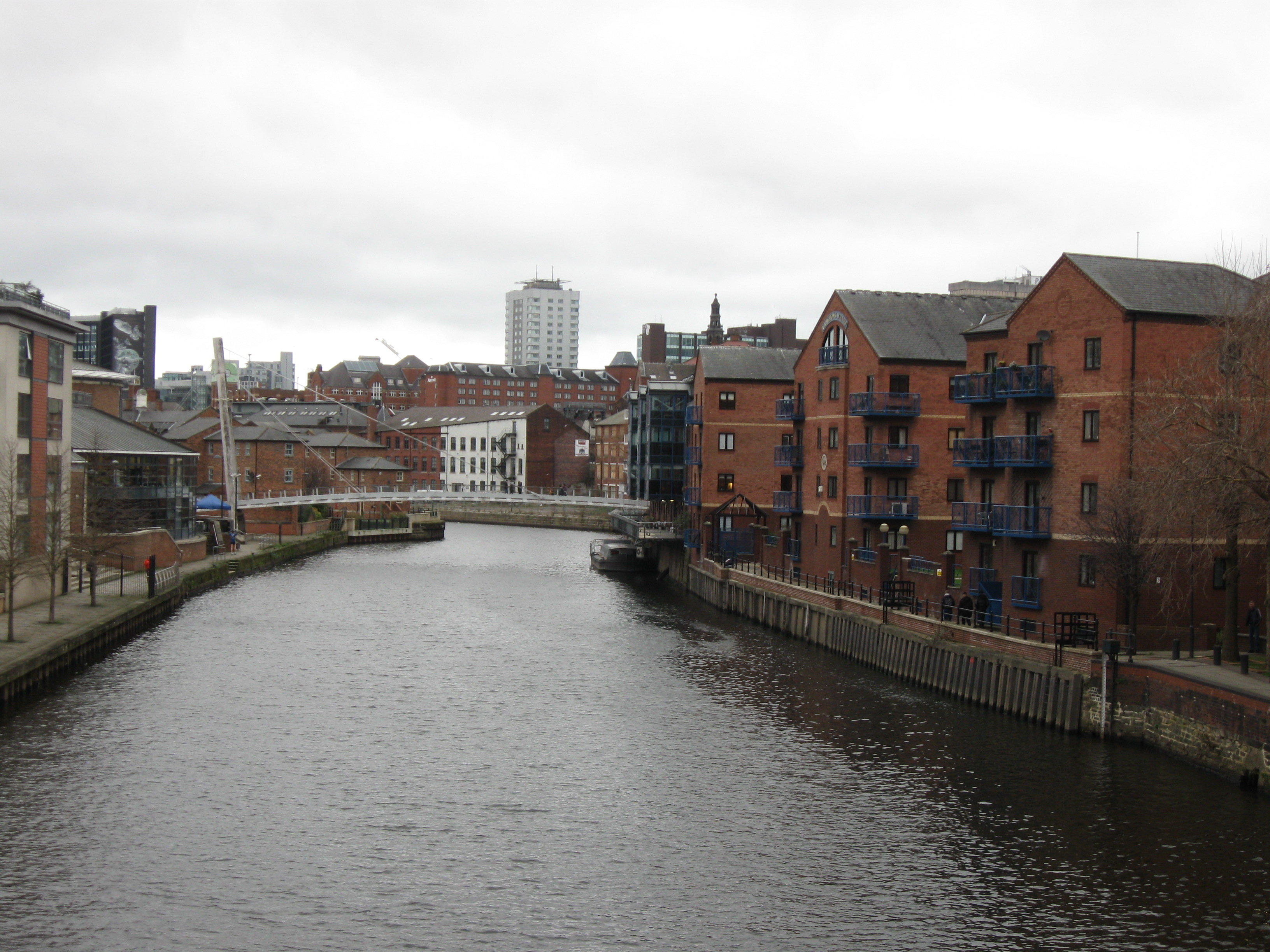
La rivière Aire à Leeds.